# ムグイ県

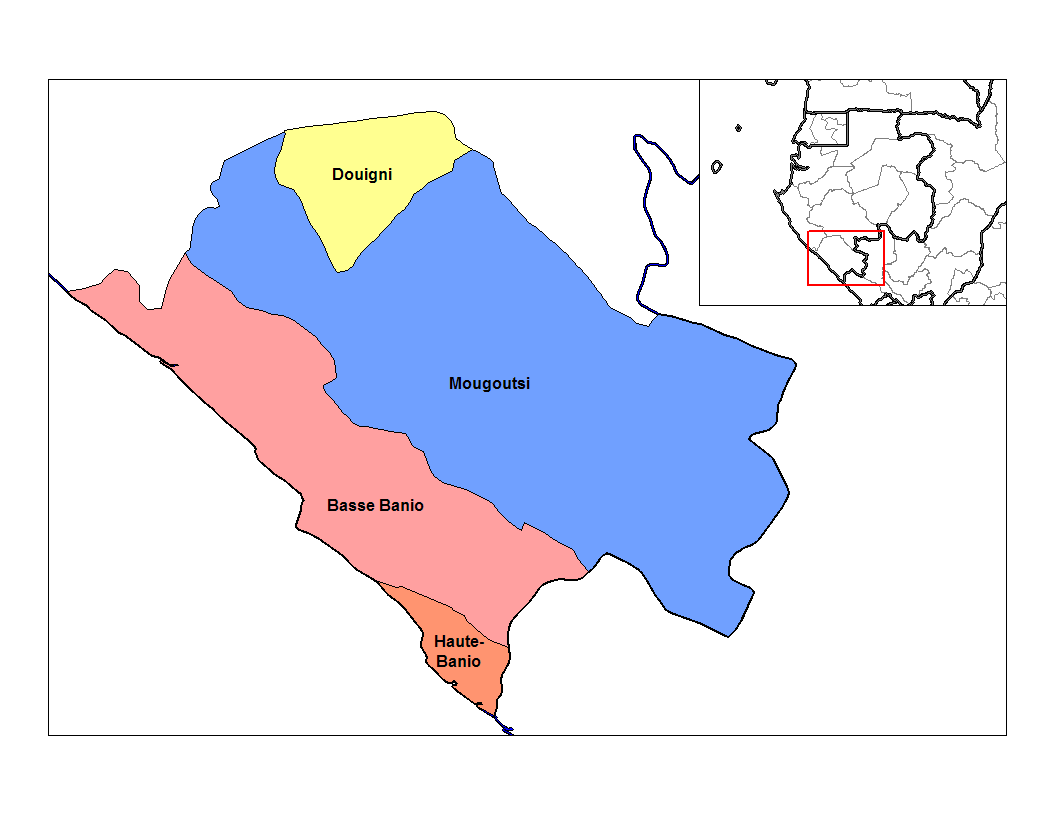
設置当初のムグイ県

ムグイ県（フランス語: Departement de Mougoutsi）は、ガボンの県のひとつ。同国南部のニャンガ州に属している。県都はチバンガ。
1975年12月18日に設置され、当時はコンゴ共和国と国境を接していた。1996年から2000年の間に県東・南部がドゥシラ県とモンゴ県として分離したため、面積が大幅に減少した。現在の面積は3,109km2、人口は31,789人（2013年国勢調査）。

## 下位区画
3つのカントン（郡）と1つのコミューン（基礎自治体）から成る。コミューンには行政区（Arrondissement）が置かれている。
| 名称                     | 現地語名                    | 人口 （2013年） | 行政区  |
| ------------------------ | --------------------------- | --------------- | ------- |
| ドゥゲニィ郡             | Canton Doughegny            | 433             |         |
| ドゥセゴソ郡             | Canton Doussegoussou        | 598             |         |
| モガラバ＝ドゥヴォンゴ郡 | Canton Mougalaba-Douvoungou | 716             |         |
| チバンガ                 | Commune de Tchibanga        | 30,042          | 1区 2区 |